# Chiesa dei Santi Filippo e Giacomo (Erbezzo)
La chiesa dei Santi Filippo e Giacomo è la parrocchiale di Erbezzo, in provincia e diocesi di Verona; fa parte del vicariato della Valpantena-Lessinia, precisamente dell'Unità Pastorale Cerro-Bosco.

## Storia
Secondo l’interpretazione data da Carlo Cipolla ad un’iscrizione in pietra inserita nel muro che sovrasta il porticato destro dell’attuale edificio, la prima chiesa di Erbezzo fu eretta nel 1480 ed ebbe come maestro lapicida Lorenzo di Erbezzo.
Nel 1490 il più noto Donato di Lugo, padre dello scultore Domenico, eseguì l’acquasantiera in rosso ammonitico, mentre due anni dopo l’edificio fu consacrato e nel 1527 era già chiesa parrocchiale.
Una nuova chiesa fu costruita nel 1654 e consacrata nel 1657; nel 1686 fu restaurata e dipinta.
Pochi anni dopo, nei primi del Settecento fu completamente restaurata ad opera di don Bartolomeo Lughezzani, che acquistò, nel 1735, l’organo costruito da Gaetano Amigazzi.
L’aspetto attuale dell’edificio risale a questo intervento salvo quanto compiuto nel 1880, quando si decise di erigere il secondo porticato sul lato del campanile e di ristrutturare il presbiterio, con conseguente risistemazione dell’altare maggiore, della sacrestia e del coro nell’abside.

## Descrizione

### La facciata e l'esterno
La facciata a capanna, rivolta ad ovest, è rivestita ad intonaco.

Al centro, sopraelevata da tre scalini, vi è il portale d’ingresso rettangolare con architrave modanato.
 
Al di sopra del portale vi è una nicchia contenente un affresco che raffigura i santi patroni e la Vergine Maria.

Ai lati due monofore a tutto sesto illuminano l’interno dell’edificio.

Chiude la facciata un semplice timpano, al cui interno vi è un piccolo oculo parzialmente chiuso da una croce modanata.

Sui vertici sono presenti tre pinnacoli in pietra, mentre su quello centrale campeggia una croce in pietra.
Su entrambi i lati della navata si ergono due strutture porticate su colonne in nembro rosato ed archi a tutto tondo, che, al piano superiore, ospitano ambienti di servizio.

Sulla fronte del porticato di destra trova posto una meridiana scolpita nella pietra.

### Interno

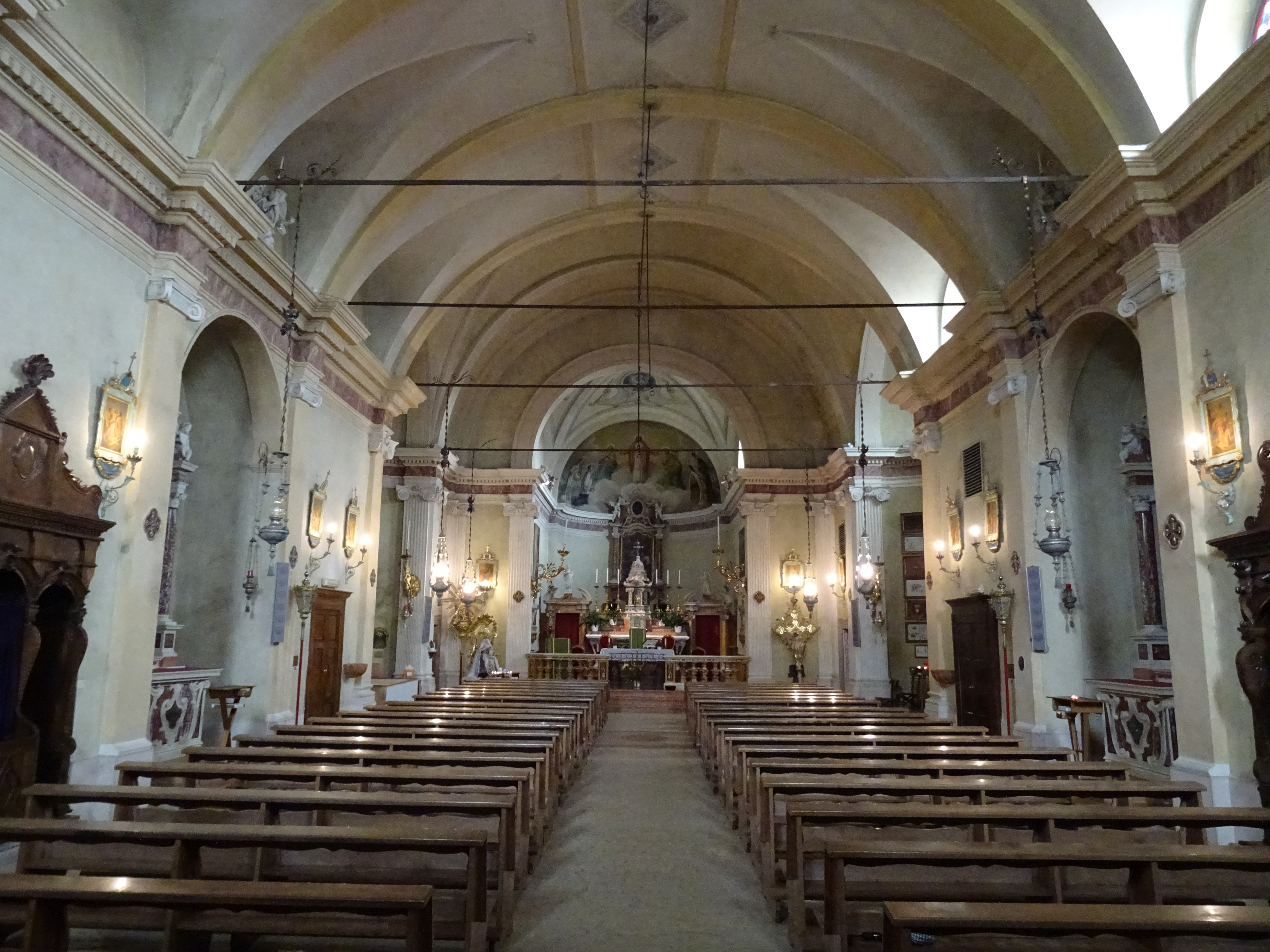
Interno

L’interno è a croce latina, con le braccia del transetto trasformate in semicappelle e presenta, in totale, sei altari laterali: sul lato nord gli altari della Madonna con Bambino e i Santi Antonio Abate, Rocco, Sebastiano e Gaetano Thiene, del Sacro Cuore e della Madonna della Cintura; sul lato sud gli altari dei Santi Antonio, Domenico, Lucio e Apollonia, della Madonna di Lourdes e della Madonna del Rosario, dove sono riportati su tela i Misteri del Rosario di Claudio Ridolfi.

L’aula è coperta da un controsoffitto voltato a botte, che definisce le campate grazie a costolonature trasversali e lesene ioniche, mentre delle lunetta sul lato meridionale illuminano l’ambiente (quella nel transetto è una finestra termale).
Il presbiterio, a pianta quadrangolare, protetto da una balaustra, rialzato di tre gradini e meno ampio rispetto alla navata, è sovrastato da una volta a crociera.

Nelle vele sono raffigurati quattro Angeli, mentre nel catino dell’abside semicircolare vi è un affresco raffigurante il Sacro Cuore di Gesù con Santi.
Nella parete di sinistra del presbiterio è presente una tela raffigurante una Sacra Conversazione, la Madonna con Bambino in trono tra i Santi Filippo e Giacomo, restaurato nei primi anni del XXI secolo.

Tale opera era già stata esposta nel 1921 al Museo di Castelvecchio di Verona con l’attribuzione a Francesco Torbido, in precedenza ritirata dalla chiesa durante la Prima Guerra Mondiale per motivi di sicurezza.

Nel tempo l’attribuzione al Torbido cadde, passando prima a Giovan Francesco Caroto e successivamente a Giovanni Caroto.

Nuovamente esposta, dopo un accurato intervento di restauro, nella mostra "Dipinti restaurati", tra il 2002 e il 2003, grazie anche a ricerche archivistiche legate alla committenza per l’esecuzione di Villa Del Bene di Volargne si è giunti ad attribuire l’opera a Nicola Crollalanza, pittore di origine valtellinese, che eseguì l’opera intorno al 1532.

#### Organo

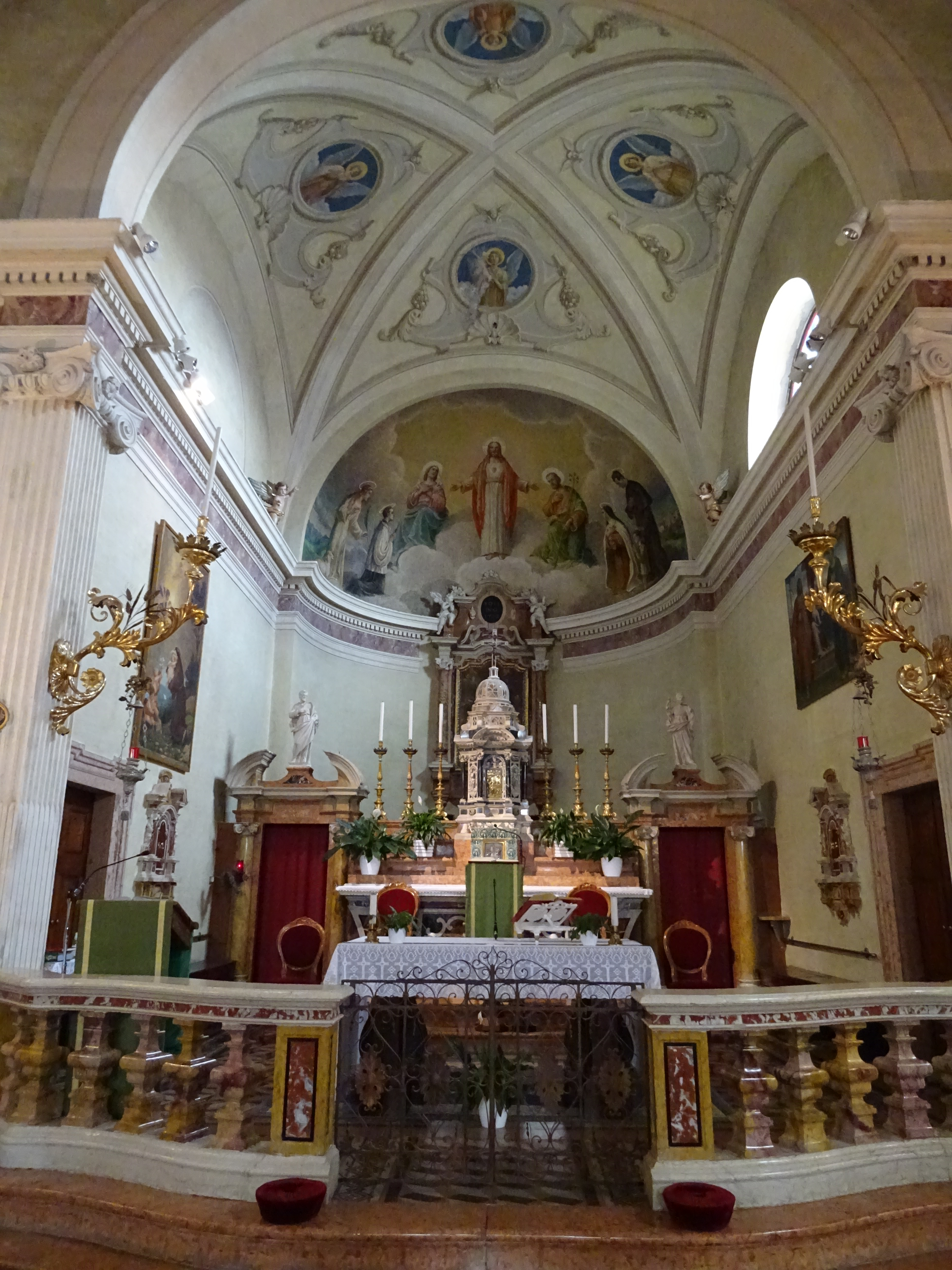
Presbiterio

Nella cantoria sulla controfacciata è collocato l’organo, opera di Gaetano Amigazzi del 1735, acquistato dall’allora parroco don Bartolomeo Lughezzani.
Restaurato dai Fratelli Ruffatti nel 2004, viene oggi utilizzato anche per festival organistici.

## Campanile e campane
L’attuale torre campanaria, fatta erigere nel 1738 da don Andrea Lughezzani, è addossata al fianco settentrionale dell’edificio sacro.

A pianta quadrangolare, edificata in blocchi squadrati di pietra calcarea della Lessinia, presente una cella campanaria con una monofora per lato, con arco a tutto sesto ed è sovrastata da un tamburo ottagonale su cui si erge una copertura a pagoda.
Il concerto campanario collocato nella torre risulta composto da 5 campane in RE3 montate alla veronese e suonabili a doppio sistema (manuale e automatizzato).

Questi i dati del concerto:
1. RE3 - diametro 1231 mm - peso 1063 kg - Fusa nel 1909 da Cavadini di Verona
2. MI3 - diametro 1099 mm - peso 753 kg - Fusa nel 1930 da Cavadini di Verona
3. FA#3 - diametro 980 mm - peso 537 kg - Fusa nel 1894 da Cavadini di Verona
4. SOL3 - diametro 919 mm - peso 446 kg - Fusa nel 1894 da Cavadini di Verona
5. LA3 - diametro 814 mm - peso 310 kg - Fusa nel 1894 da Cavadini di Verona[11].

Non si sa se prima dell'attuale torre ve ne fosse un'altra, anche a vela, ma nel granaio della chiesa è stata ritrovata una campana, datata 1739.
Sappiamo invece per certo che in data 20 ottobre 1835 il suonatore di campanò Luigi Gardoni, nel suo Diario annota una campana rotta ad Erbezzo a causa di un fulmine.
Si immagina che le campane fossero due in quel momento.
Due anni dopo, il 24 settembre 1837, sempre il Gardoni ci dice che furono fuse quattro campane dalla fonderia Selegari-Partilora di Verona per accompagnare una campana maggiore in FA#3 fusa dal padovano Lucio De Rossi.
Quel concerto ebbe vita breve, visto che nel 1858 fu fuso un nuovo concerto in FA3 dal fonditore veronese Luigi Chiappani, che durò più dei precedenti, visto che risale al 1894 il nuovo concerto di Cavadini, con la sostituzione del telaio ligneo con uno metallico

Le due campane maggiori attuali sono rifusioni rispetto al concerto originale.